# Beurre blanc
La beurre blanc (la traduzione letterale dal francese è "burro bianco") è una salsa calda di burro emulsionato insieme a una riduzione di aceto e/o vino bianco (solitamente Muscadet) e scalogno. Di origine francese e simile alla salsa olandese, si differenzia dal suo servizio.

## Origine

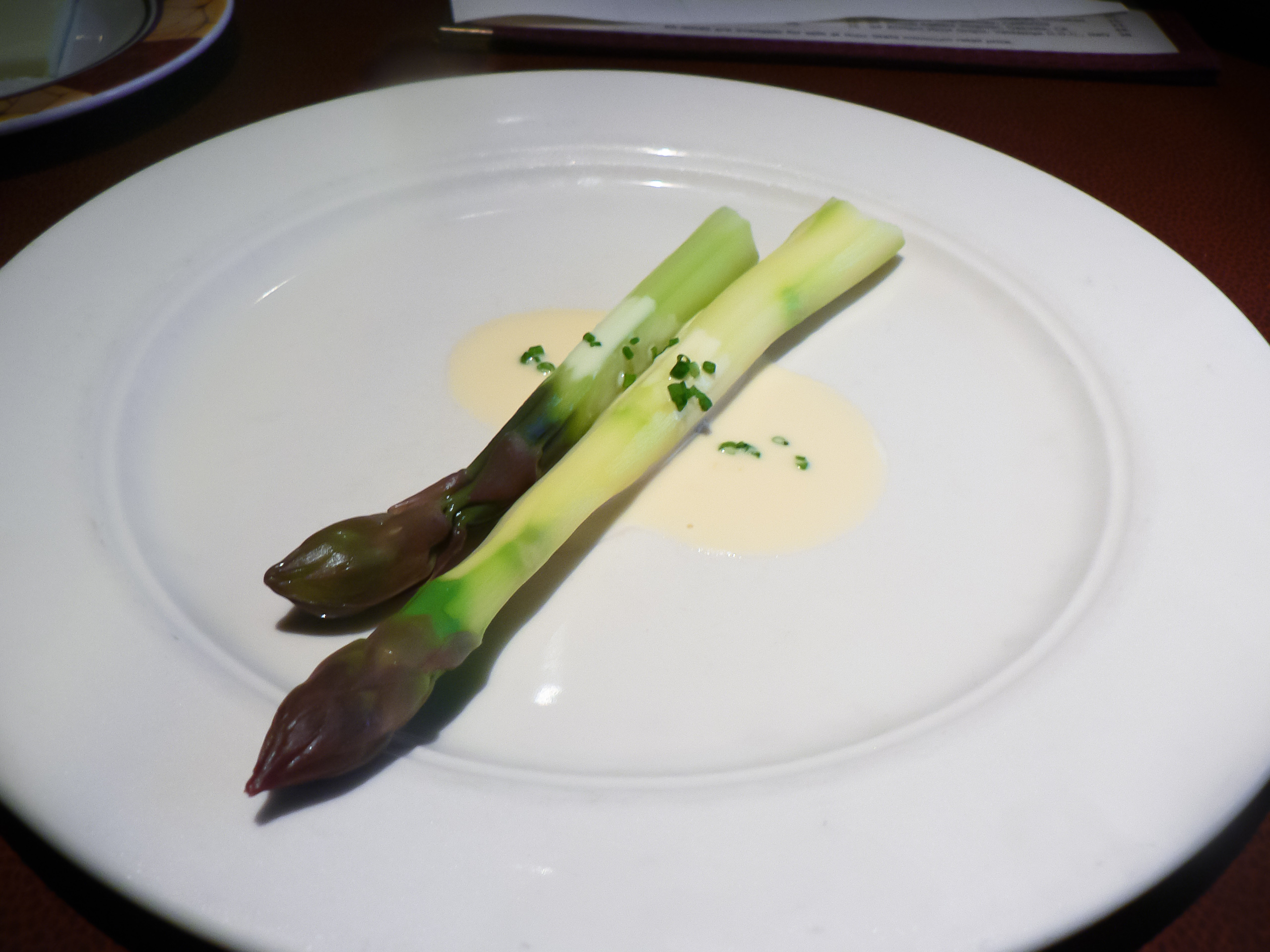
Asparagi in salsa beurre blanc

La chef Clémence Lefeuvre (Clémence Prau da nubile) inventò la beurre blanc apparentemente per caso, intorno agli inizi del XX secolo. Servì la salsa al suo ristorante "La Buvette de la Marine" nella frazione di La Chebuette nel villaggio di Saint-Julien-de-Concelles sulle rive della Loira, a pochi chilometri a nord di Nantes.
Il racconto vuole che lei intendesse preparare la salsa bernese per accompagnare il luccio, ma si dimenticò di aggiungere il dragoncello e il tuorlo d'uovo. Alcuni ritengono che l'invenzione sia avvenuta quando ella lavorava come cuoco per il marchese de Goulaine allo "Château de Goulaine". Aristide Briand, primo ministro francese e vincitore del premio Nobel per la pace, celebrò la morte della creatrice nel 1932.

## Preparazione

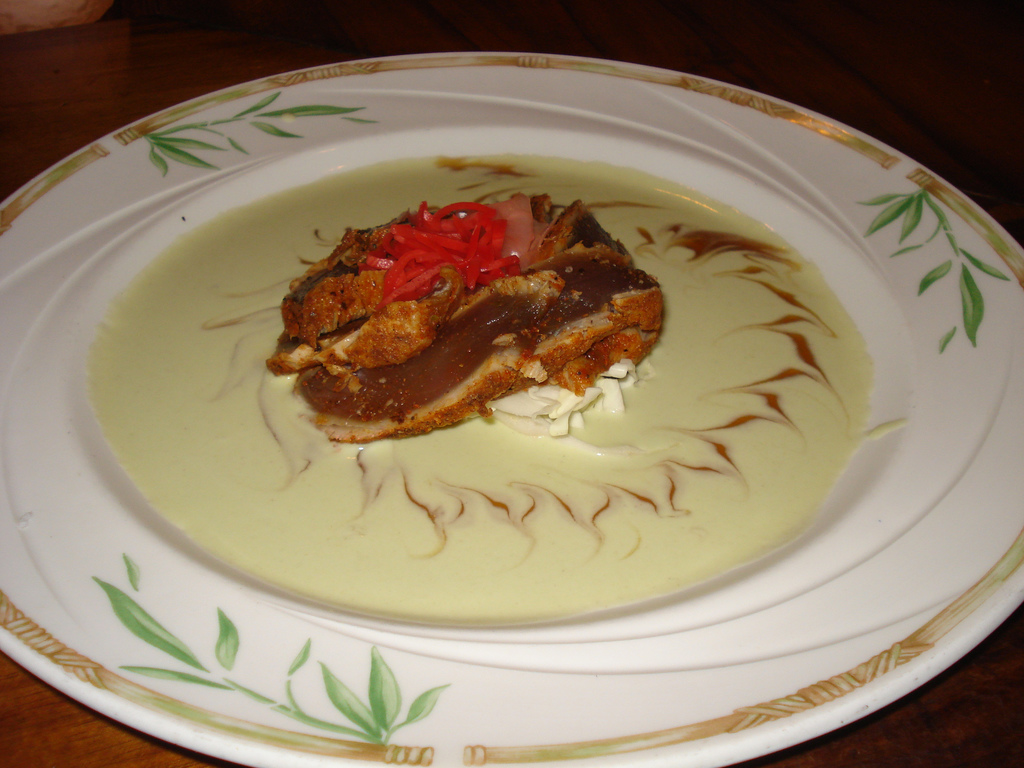
Tonno condito con salsa beurre blanc al sapore di wasabi

Una buona beurre blanc dev'essere ricca e burrosa, con un sapore neutro per accompagnare altri condimenti, quindi disponibile all'aggiunta di erbe o spezie. Dovrebbe essere leggera, ma anche liquida e densa per guarnire il cibo.
La beurre blanc è prodotta riducendo vino, scalogno ed eventualmente erbe finché non sono secchi. Sebbene non necessaria, può essere aggiunta panna. Succo di limone può talvolta essere utilizzato al posto dell'aceto, e può ulteriormente essere aggiunto brodo. Freddi cubetti di burro vanno gradualmente incorporati alla salsa e, sciogliendosi, va mischiato il composto.
La salsa si può separare se riscaldata o raffreddata eccessivamente. In particolare se supera i 58 °C o scende sotto i 27 °C.

## Varianti
La beurre rouge è una variante della beurre blanc fatta sostituendo il vino bianco con un vino rosso secco e l'aceto di vino bianco con uno di vino rosso.